# Taça do Mundo de Atletismo de 1994
A sétima edição da Taça do Mundo de Atletismo decorreu no Crystal Palace National Sports Centre em Londres, Inglaterra, entre 9 e 11 de setembro de 1994, sob a égide da IAAF.

## Edições
1977 | 1979 | 1981 |1985 | 1989 | 1992 | 1994 |   1998 | 2002 | 2006 | 2010 |

## Provas
| Corridas: 100 m - 200 m - 400 m - 800 m - 1500 m - 5000 m - 10000 m Obstáculos: 100 m barreiras - 110 m barreiras - 400 m barreiras - 3000 metros obstáculos Saltos: Altura - Comprimento - Triplo - Vara Lançamentos: Peso - Disco - Dardo - Martelo Estafetas: 4 x 100 m - 4 x 400 m |

## Acontecimentos relevantes
A edição de 1994 ficou marcada pelas más condições atmosféricas (frio e humidade) que influenciaram bastante algumas provas. Ficou também marcada negativamente pela má prestação da equipa dos Estados Unidos que, tanto no sector masculino como no feminino, apresentou um conjunto de atletas pouco conhecidos internacionalmente, cujos resultados ficaram muito abaixo das habituais prestações dos conjuntos norte-americanos.
Da prestação dos atletas lusófonos seleccionados para Londres, salienta-se a segunda vitória consecutiva da moçambicana Maria Mutola nos 800 metros femininos, o segundo lugar da portuguesa Fernanda Ribeiro nos 10000 metros femininos, o segundo lugar da brasileira Luciana Mendes nos 800 metros, o segundo lugar do brasileiro Douglas de Souza no salto em comprimento e o terceiro lugar dos também brasileiros Inaldo Sena nos 400 metros e Eronilde Araújo nos 400 metros com barreiras.

## Equipes participantes
- AFR - África
- ALE - Alemanha
- AME - Américas (excluindo Estados Unidos)
- ASI - Ásia
- EUR - Europa
- GBR - Grã-Bretanha e Irlanda do Norte
- OCE - Oceania
- USA - Estados Unidos

## Resultados

### Classificações gerais
| Lugar | País           | Pontos |
| ----- | -------------- | ------ |
| 1     | África         | 115    |
| 2     | Reino Unido    | 111    |
| 3     | Américas       | 95     |
| 4     | Europa         | 91     |
| 5     | Alemanha       | 85,5   |
| 6     | Estados Unidos | 78     |
| 7     | Ásia           | 75     |
| 8     | Oceania        | 62,5   |

| Lugar | País           | Pontos |
| ----- | -------------- | ------ |
| 1     | Europa         | 111    |
| 2     | Américas       | 98     |
| 3     | Alemanha       | 79     |
| 3     | África         | 78     |
| 5     | Reino Unido    | 73     |
| 6     | Ásia           | 67     |
| 7     | Oceânia        | 57     |
| 8     | Estados Unidos | 48     |

### Resultados por prova

#### 100 metros
| Pos. | Atleta                  | País           | Equipa | Marca |
| ---- | ----------------------- | -------------- | ------ | ----- |
| 1    | Linford Christie        | Reino Unido    | GBR    | 10"21 |
| 2    | Olapade Adeniken        | Nigéria        | AFR    | 10"25 |
| 3    | Talal Mansour           | Catar          | ASI    | 10"31 |
| 4    | Aleksandr Porkhomovskiy | Rússia         | EUR    | 10"40 |
| 5    | Gus Nketia              | Nova Zelândia  | OCE    | 10"42 |
| 6    | André da Silva          | Brasil         | AME    | 10"49 |
| 7    | Marc Blume              | Alemanha       | ALE    | 10"52 |
| 8    | Vince Henderson         | Estados Unidos | USA    | 10"63 |

Vento: -0.3 m/s
| Pos. | Atleta            | País           | Equipa | Marca |
| ---- | ----------------- | -------------- | ------ | ----- |
| 1    | Irina Privalova   | Rússia         | EUR    | 11"32 |
| 2    | Liliana Allen     | Cuba           | AME    | 11"50 |
| 3    | Mary Onyali       | Nigéria        | AFR    | 11"52 |
| 4    | Melinda Gainsford | Austrália      | OCE    | 11"55 |
| 5    | Melanie Paschke   | Alemanha       | ALE    | 11"64 |
| 6    | Liu Xiaomei       | China          | ASI    | 11"66 |
| 7    | Paula Thomas      | Reino Unido    | GBR    | 11"67 |
| 8    | Sheila Echols     | Estados Unidos | USA    | 11"81 |

Vento: -1.7 m/s

#### 200 metros
| Pos. | Atleta             | País           | Equipa | Marca |
| ---- | ------------------ | -------------- | ------ | ----- |
| 1    | John Regis         | Reino Unido    | GBR    | 20"45 |
| 2    | Frankie Fredericks | Namíbia        | AFR    | 20"55 |
| 3    | Geir Moen          | Noruega        | EUR    | 20"72 |
| 4    | Ron Clark          | Estados Unidos | USA    | 21"00 |
| 5    | Robert Kurnicki    | Alemanha       | ALE    | 21"02 |
| 6=   | Iván García        | Cuba           | AME    | 21"10 |
| 6=   | Damien Marsh       | Austrália      | OCE    | 21"10 |
| 8    | Huang Danwei       | China          | ASI    | 21"23 |

Vento: -1.4 m/s
| Pos. | Atleta          | País           | Equipa | Marca |
| ---- | --------------- | -------------- | ------ | ----- |
| 1    | Merlene Ottey   | Jamaica        | AME    | 22"23 |
| 2    | Irina Privalova | Rússia         | EUR    | 22"51 |
| 3    | Cathy Freeman   | Austrália      | OCE    | 22"72 |
| 4    | Mary Onyali     | Nigéria        | AFR    | 22"82 |
| 5    | Chen Zhaojing   | China          | ASI    | 23"20 |
| 6    | Paula Thomas    | Reino Unido    | GBR    | 23"22 |
| 7    | Melanie Paschke | Alemanha       | ALE    | 23"32 |
| 8    | Chryste Gaines  | Estados Unidos | USA    | 24"21 |

Vento: -1.7 m/s

#### 400 metros
| Pos. | Atleta              | País           | Equipa | Marca |
| ---- | ------------------- | -------------- | ------ | ----- |
| 1    | Antonio Pettigrew   | Estados Unidos | USA    | 45"56 |
| 2    | Du'ne Ladejo        | Reino Unido    | GBR    | 45"44 |
| 3    | Inaldo Sena         | Brasil         | AME    | 45"67 |
| 4    | Ibrahim Ismail      | Catar          | ASI    | 45"74 |
| 5    | Matthias Rusterholz | Suíça          | EUR    | 45"92 |
| 6    | Samson Kitur        | Quênia         | AFR    | 45"98 |
| 7    | Paul Greene         | Austrália      | OCE    | 46"29 |
| 8    | Daniel Bittner      | Alemanha       | ALE    | 46"73 |

| Pos. | Atleta          | País           | Equipa | Marca |
| ---- | --------------- | -------------- | ------ | ----- |
| 1    | Irina Privalova | Rússia         | EUR    | 50"62 |
| 2    | Fatima Yusuf    | Nigéria        | AFR    | 50"80 |
| 3    | Jearl Miles     | Estados Unidos | USA    | 51"24 |
| 4    | Phylis Smith    | Reino Unido    | GBR    | 51"36 |
| 5    | Julia Duporty   | Cuba           | AME    | 52"48 |
| 6    | Zhang Hengyun   | China          | ASI    | 52"79 |
| 7    | Kylie Hanigan   | Austrália      | OCE    | 53"82 |
| 8    | Anja Rücker     | Alemanha       | ALE    | 54"21 |

#### 800 metros
| Pos. | Atleta            | País           | Equipa | Marca   |
| ---- | ----------------- | -------------- | ------ | ------- |
| 1    | Mark Everett      | Estados Unidos | USA    | 1'46"02 |
| 2    | William Tanui     | Quênia         | AFR    | 1'46"84 |
| 3    | Craig Winrow      | Reino Unido    | GBR    | 1'47"16 |
| 4    | Brendan Hanigan   | Austrália      | OCE    | 1'47"41 |
| 5    | Nico Motchebon    | Alemanha       | ALE    | 1'47"67 |
| 6    | Tomás de Teresa   | Espanha        | EUR    | 1'48"04 |
| 7    | José Luiz Barbosa | Brasil         | AME    | 1'48"26 |
| 8    | Kim Yong-Hwan     | Coreia do Sul  | ASI    | 1'51"88 |

| Pos. | Atleta           | País           | Equipa | Marca   |
| ---- | ---------------- | -------------- | ------ | ------- |
| 1    | Maria Mutola     | Moçambique     | AFR    | 1'58"27 |
| 2    | Luciana Mendes   | Brasil         | AME    | 2'00"13 |
| 3    | Natalya Dukhnova | Bielorrússia   | EUR    | 2'02"81 |
| 4    | Kati Kovacs      | Alemanha       | ALE    | 2'03"32 |
| 5    | Joetta Clark     | Estados Unidos | USA    | 2'03"76 |
| 6    | Lisa Lightfoot   | Austrália      | OCE    | 2'03"88 |
| 7    | Cathy Dawson     | Reino Unido    | GBR    | 2'04"13 |
| 8    | Chen Xuehui      | China          | ASI    | 2'09"82 |

#### 1500 metros
| Pos. | Atleta             | País           | Equipa | Marca   |
| ---- | ------------------ | -------------- | ------ | ------- |
| 1    | Noureddine Morceli | Argélia        | AFR    | 3'34"70 |
| 2    | Rüdiger Stenzel    | Alemanha       | ALE    | 3'40"04 |
| 3    | Mohammed Suleiman  | Catar          | ASI    | 3'40"52 |
| 4    | Jason Pyrah        | Estados Unidos | USA    | 3'41"55 |
| 5    | Gary Lough         | Reino Unido    | GBR    | 3'44"10 |
| 6    | Jusé Valente       | Brasil         | AME    | 3'44"32 |
| 7    | Isaac Viciosa      | Espanha        | EUR    | 3'47"22 |
| 8    | Richard Potts      | Nova Zelândia  | OCE    | 3'54"09 |

| Pos. | Atleta            | País           | Equipa | Marca      |
| ---- | ----------------- | -------------- | ------ | ---------- |
| 1    | Hassiba Boulmerka | Argélia        | AFR    | 4'01"05 CR |
| 2    | Angela Chalmers   | Canadá         | AME    | 4'01"73    |
| 3    | Kelly Holmes      | Reino Unido    | GBR    | 4'10"81    |
| 4    | Margaret Leaney   | Austrália      | OCE    | 4'12"16    |
| 5    | Sonia O'Sullivan  | Irlanda        | EUR    | 4'12"30    |
| 6    | Kathy Franey      | Estados Unidos | USA    | 4'21"48    |
| 7    | Antje Beggerow    | Alemanha       | ALE    | 4'23"65    |
| 8    | Liu Ying          | China          | ASI    | 4'34"02    |

#### 5000 metros/3000 metros
| Pos. | Atleta          | País           | Equipa | Marca    |
| ---- | --------------- | -------------- | ------ | -------- |
| 1    | Brahim Lahlafi  | Marrocos       | AFR    | 13'27"96 |
| 2    | John Nutall     | Reino Unido    | GBR    | 13'32"47 |
| 3    | Martin Bremer   | Alemanha       | ALE    | 13'33"57 |
| 4    | Robbie Johnston | Nova Zelândia  | OCE    | 13'37"13 |
| 5    | Bahadur Prasad  | Índia          | ASI    | 13'37"20 |
| 6    | Gabino Apolonio | México         | AME    | 13'51"73 |
| 7    | Abel Antón      | Espanha        | EUR    | 13'55"02 |
| 8    | Dan Mayer       | Estados Unidos | USA    | 14'07"65 |

| Pos. | Atleta           | País           | Equipa | Marca   |
| ---- | ---------------- | -------------- | ------ | ------- |
| 1    | Yvonne Murray    | Reino Unido    | GBR    | 8'56"81 |
| 2    | Robyn Meagher    | Canadá         | AME    | 9'05"81 |
| 3    | Gabriela Szabo   | Roménia        | EUR    | 9'15"16 |
| 4    | Liu Jianying     | Japão          | ASI    | 9'15"39 |
| 5    | Susie Power      | Austrália      | OCE    | 9'16"01 |
| 6    | Dörte Köster     | Alemanha       | ALE    | 9'23"32 |
| 7    | Cassie McWilliam | Estados Unidos | USA    | 9'26"50 |
| 8    | Gwen Griffiths   | África do Sul  | AFR    | 9'31"91 |

#### 10000 metros
| Pos. | Atleta           | País           | Equipa | Marca    |
| ---- | ---------------- | -------------- | ------ | -------- |
| 1    | Khalid Skah      | Marrocos       | AFR    | 27'38"74 |
| 2    | Antonio Silio    | Argentina      | AME    | 28'16"54 |
| 3    | Rob Denmark      | Reino Unido    | GBR    | 28'20"65 |
| 4    | Stéphane Franke  | Alemanha       | ALE    | 28'32"07 |
| 5    | Alyan Al-Qahtani | Arábia Saudita | ASI    | 28'41"21 |
| 6    | Róbert Štefko    | Eslováquia     | EUR    | 28'45"32 |
| 7    | Phillip Clode    | Nova Zelândia  | OCE    | 29'19"87 |
| 8    | Jim Westphal     | Estados Unidos | USA    | 29'22"39 |

| Pos. | Atleta            | País           | Equipa | Marca       |
| ---- | ----------------- | -------------- | ------ | ----------- |
| 1    | Elana Meyer       | África do Sul  | AFR    | 30'55"51 CR |
| 2    | Fernanda Ribeiro  | Portugal       | EUR    | 31'04"25    |
| 3    | Wei Li            | China          | ASI    | 32'37"94    |
| 4    | Claudia Dreher    | Alemanha       | ALE    | 33'04"79    |
| 5    | Suzanne Rigg      | Reino Unido    | GBR    | 33'38"14    |
| 6    | Anne Cross        | Austrália      | OCE    | 33'40"75    |
| 7    | Laura LaMena-Coll | Estados Unidos | USA    | 33'43"66    |
| 8    | Paola Cabrera     | México         | AME    | 34'41"22    |

#### 110 metros barreiras/100 metros barreiras
| Pos. | Atleta              | País           | Equipa | Marca    |
| ---- | ------------------- | -------------- | ------ | -------- |
| 1    | Tony Jarrett        | Reino Unido    | GBR    | 13"23 SB |
| 2    | Allen Johnson       | Estados Unidos | USA    | 13"29    |
| 3    | Emilio Valle        | Cuba           | AME    | 13"45    |
| 4    | Florian Schwarthoff | Alemanha       | ALE    | 13"47    |
| 5    | Li Tong             | China          | ASI    | 13"59    |
| 6    | Kyle Vander-Kuyp    | Austrália      | OCE    | 13"71    |
| 7    | Kehinde Aladefa     | Nigéria        | AFR    | 14"03    |
| 8    | Antti Haapakoski    | Finlândia      | EUR    | 14"11    |

Vento: -1.6 m/s
| Pos. | Atleta                | País           | Equipa | Marca |
| ---- | --------------------- | -------------- | ------ | ----- |
| 1    | Aliuska López         | Cuba           | AME    | 12"91 |
| 2    | Svetla Dimitrova      | Bulgária       | EUR    | 12"95 |
| 3    | Jacqui Agyepong       | Reino Unido    | GBR    | 13"02 |
| 4    | Nicole Ramalalanirina | Madagáscar     | AFR    | 13"24 |
| 5    | Kristin Patzwahl      | Alemanha       | ALE    | 13"68 |
| 6    | Luo Bin               | China          | ASI    | 13"89 |
| 7    | Sherlese Taylor       | Estados Unidos | USA    | 14"10 |
| 8    | Rachel Links          | Austrália      | OCE    | 14"14 |

Vento: -0.9 m/s

#### 400 metros barreiras
| Pos. | Atleta            | País           | Equipa | Marca |
| ---- | ----------------- | -------------- | ------ | ----- |
| 1    | Samuel Matete     | Zâmbia         | AFR    | 48"77 |
| 2    | Oleg Tverdokhleb  | Ucrânia        | EUR    | 49"26 |
| 3    | Eronilde Araújo   | Brasil         | AME    | 49"62 |
| 4    | Olaf Hense        | Alemanha       | ALE    | 49"97 |
| 5    | Kazuhiko Yamazaki | Japão          | ASI    | 50"22 |
| 6    | Gary Cadogan      | Reino Unido    | GBR    | 50"48 |
| 7    | Rohan Robinson    | Austrália      | OCE    | 51"12 |
| 8    | Marco Morgan      | Estados Unidos | USA    | 53"58 |

| Pos. | Atleta           | País           | Equipa | Marca |
| ---- | ---------------- | -------------- | ------ | ----- |
| 1    | Sally Gunnell    | Reino Unido    | GBR    | 54"80 |
| 2    | Silvia Rieger    | Alemanha       | ALE    | 56"14 |
| 3    | Anna Knoroz      | Rússia         | EUR    | 56"63 |
| 4    | Donalda Duprey   | Canadá         | AME    | 56"67 |
| 5    | Nezha Bidouane   | Marrocos       | AFR    | 57"35 |
| 6    | Natalya Torshina | Cazaquistão    | ASI    | 57"60 |
| 7    | Tonya Lee        | Estados Unidos | USA    | 59"61 |
| 8    | Rebecca Campbell | Austrália      | OCE    | 60"96 |

#### 3000 metros obstáculos
| Pos. | Atleta                  | País           | Equipa | Marca   |
| ---- | ----------------------- | -------------- | ------ | ------- |
| 1    | Moses Kiptanui          | Quênia         | AFR    | 8'28"28 |
| 2    | Saad Al-Asmari          | Arábia Saudita | ASI    | 8'35"74 |
| 3    | Alessandro Lambruschini | Itália         | EUR    | 8'40"34 |
| 4    | Colin Walker            | Reino Unido    | GBR    | 8'41"14 |
| 5    | Martin Strege           | Alemanha       | ALE    | 8'45"18 |
| 6    | Ricardo Vera            | Uruguai        | AME    | 8'58"80 |
| 7    | Dan Reese               | Estados Unidos | USA    | 9'15"16 |
| 8    | Peter Brett             | Austrália      | OCE    | 9'19"11 |

#### Estafeta 4 x 100 metros
| Pos. | Atletas | Equipa | Marca |
| ---- | --- | ------ | ----- |
| 1    | Darren Brathwaite · Tony Jarrett · John Regis · Linford Christie, Reino Unido                              | GBR    | 38"46 |
| 2    | Frank Nwankpa, Nigéria · Emmanuel Tuffuor, Gana · Oluyemi Kayode, Nigéria · Olapade Adeniken, Nigéria      | AFR    | 38"97 |
| 3    | Mark Witherspoon · Roland McGhee · Marcel Carter · Sam Jefferson, Estados Unidos                           | USA    | 39"33 |
| 4    | André da Silva, Brasil · Atlee Mahorn, Canadá · Arnaldo Silva, Brasil · Robson da Silva, Brasil            | AME    | 39"39 |
| 5    | Hermann Lomba · Daniel Sangouma · Jean-Charles Trouabal · Eric Perrot, França                              | EUR    | 39"02 |
| 6    | Li Tao · Lin Wei · Ye Hu · Chen Wenzhong, China                                                            | ASI    | 55"58 |
|      | Marc Blume · Robert Kurnicki · Michael Huke · Steffen Görmer, Alemanha                                     | ALE    | DQ    |
|      | Gus Nketia, Nova Zelândia · Damien Marsh, Austrália · Steve Brimacombe, Austrália · Tim Jackson, Austrália | OCE    | DNF   |

| Pos. | Atletas | Equipa | Marca |
| ---- | --- | ------ | ----- |
| 1    | Faith Idehen · Mary Tombiri · Christy Opara-Thompson · Mary Onyali, Nigéria                                          | AFR    | 42"92 |
| 2    | Andrea Philipp · Silke Lichtenhagen · Silke Knoll · Melanie Paschke, Alemanha                                        | ALE    | 43"22 |
| 3    | Monique Miers, Austrália · Cathy Freeman, Austrália · Melinda Gainsford, Austrália · Michelle Seymour, Nova Zelândia | OCE    | 43"36 |
| 4    | Chen Yan · Liu Xiaomei · Chen Zhaojing · Huang Xiaoyan, China                                                        | ASI    | 43"63 |
| 5    | Shantel Twiggs · Wenda Vereen · Flirtisha Harris · Chryste Gaines, Estados Unidos                                    | USA    | 43"79 |
| 6    | Natalya Anisimova, Rússia · Marina Trandenkova, Rússia · Svetla Dimitrova, Bulgária · Yekaterina Leshchova, Rússia   | EUR    | 43"99 |
| 7    | Kátia de Jesus, Brasil · Aliuska López, Cuba · Cleide Amaral, Brasil · Liliana Allen, Cuba                           | AME    | 44"26 |
| 8    | Jacqui Agyepong · Geraldine McLeod · Simmone Jacobs · Paula Thomas, Reino Unido                                      | GBR    | 44"45 |

#### Estafeta 4 x 400 metros
| Pos. | Atletas | Equipa | Marca   |
| ---- | --- | ------ | ------- |
| 1    | David McKenzie · Du'aine Ladejo · Jamie Baulch · Roger Black, Reino Unido                                              | GBR    | 3'01"34 |
| 2    | Simon Kemboi, Quênia · Samuel Matete, Zâmbia · Samson Kitur, Quênia · Sunday Bada, Nigéria                             | AFR    | 3'02"66 |
| 3    | Matthias Rusterholz, Suíça · Stéphane Diagana, França · Mikhail Vdovin, Rússia · Dmitriy Golovastov, Rússia            | EUR    | 3'03"26 |
| 4    | Daniel Bittner · Julian Voelkel · Nico Motchebon · Olaf Hense, Alemanha                                                | ALE    | 3'04"15 |
| 5    | Inaldo Sena, Brasil · Iván García, Cuba · Norberto Téllez, Cuba · Michael McDonald, Jamaica                            | AME    | 3'04"28 |
| 6    | Shaun Farrell, Nova Zelândia · Brett Callaghan, Austrália · Michael Joubert, Austrália · Paul Greene, Austrália        | OCE    | 3'05"70 |
| 7    | Shigeaki Matsunaga, Japão · Mohamed Sadaqat, Paquistão · Sugath Tillakaratne, Sri Lanka · Kim Yong-Hwan, Coreia do Sul | ASI    | 3'12"38 |
|      | Calvin Davis · Darnell Hall · Ron Clark · Jason Rouser, Estados Unidos                                                 | USA    | DNS     |

| Pos. | Atletas                                                                                                 | Equipa | Marca   |
| ---- | --- | ------ | ------- |
| 1    | Phylis Smith · Linda Keough · Melanie Neef · Sally Gunnell, Reino Unido                                 | GBR    | 3'27"36 |
| 2    | Karin Janke · Uta Röhlander · Heike Meissner · Anja Rücker, Alemanha                                    | ALE    | 3'27"59 |
| 3    | Nancy McLeón, Cuba · Sandie Richards, Jamaica · Idalmis Bonne, Cuba · Julia Duporty, Cuba               | AME    | 3'27"91 |
| 4    | Francine Landre · Viviane Dorsile · Evelyne Elien · Marie-José Pérec, França                            | EUR    | 3'29"07 |
| 5    | Rochelle Stevens · Flirtisha Harris · Kim Graham · Michelle Collins, Estados Unidos                     | USA    | 3'30"99 |
| 6    | Lee Naylor · Melanie Collins · Kylie Hanigan · Cathy Freeman, Austrália                                 | OCE    | 3'33"72 |
| 7    | Kutty Sarama, Índia · Shiny Wilson, Índia · Jayamani Illeperuma, Sri Lanka · Lu Xifang, China           | ASI    | 3'40"89 |
|      | Omolade Akinremi, Nigéria · Nezha Bidouane, Marrocos · Olabisi Afolabi, Nigéria · Fatima Yusuf, Nigéria | AFR    | DQ      |

#### Salto em altura
| Pos. | Atleta            | País            | Equipa | Marca     |
| ---- | ----------------- | --------------- | ------ | --------- |
| 1    | Javier Sotomayor  | Cuba            | AME    | 2,40 m CR |
| 2    | Tim Forsyth       | Austrália       | OCE    | 2,28 m    |
| 3    | Steve Smith       | Reino Unido     | GBR    | 2,28 m    |
| 4    | Steinar Hoen      | Noruega         | EUR    | 2,25 m    |
| 5    | Wolfgang Kreissig | Alemanha        | ALE    | 2,20 m    |
| 6    | Yoshiteru Kaihoko | Japão           | ASI    | 2,20 m    |
| 7    | Khemraj Naiko     | Ilhas Maurícias | AFR    | 2,15 m    |
| 8    | Jeff Wylie        | Estados Unidos  | USA    | 2,15 m    |

| Pos. | Atleta              | País           | Equipa | Marca  |
| ---- | ------------------- | -------------- | ------ | ------ |
| 1    | Britta Bilac        | Eslovênia      | EUR    | 1,91 m |
| 2    | Charmaine Weavers   | África do Sul  | AFR    | 1,91 m |
| 3    | Silvia Costa        | Cuba           | AME    | 1,91 m |
| 4    | Heike Balck         | Alemanha       | ALE    | 1,88 m |
| 5    | Svetlana Zalevskaya | Cazaquistão    | ASI    | 1,85 m |
| 6    | Debbie Marti        | Reino Unido    | GBR    | 1,85 m |
| 7    | Alison Inverarity   | Austrália      | OCE    | 1,85 m |
| 8    | Karol Damon         | Estados Unidos | USA    | 1,80 m |

#### Salto com vara
| Pos. | Atleta            | País           | Equipa | Marca     |
| ---- | ----------------- | -------------- | ------ | --------- |
| 1    | Okkert Brits      | África do Sul  | AFR    | 5,90 m CR |
| 2    | Jean Galfione     | França         | EUR    | 5,75 m    |
| 3=   | Alberto Manzano   | Cuba           | AME    | 5,40 m    |
| 3=   | Andrei Tivontchik | Alemanha       | ALE    | 5,40 m    |
| 5    | Scott Huffman     | Estados Unidos | USA    | 5,40 m    |
| 6    | Grigoriy Yegorov  | Cazaquistão    | ASI    | 5,40 m    |
| 7    | James Miller      | Austrália      | OCE    | 5,20 m    |
|      | Neil Winter       | Reino Unido    | GBR    | NH        |

#### Salto em comprimento
| Pos. | Atleta           | País           | Equipa | Marca  |
| ---- | ---------------- | -------------- | ------ | ------ |
| 1    | Fred Salle       | Reino Unido    | GBR    | 8,10 m |
| 2    | Douglas de Souza | Brasil         | AME    | 7,96 m |
| 3    | Dion Bentley     | Estados Unidos | USA    | 7,93 m |
| 4    | Obinna Eregbu    | Nigéria        | AFR    | 7,87 m |
| 5    | Georg Ackermann  | Alemanha       | ALE    | 7,84 m |
| 6    | Tetsuya Shida    | Japão          | ASI    | 7,72 m |
| 7    | David Culbert    | Austrália      | OCE    | 7,59 m |
| 8    | Milan Gombala    | Chéquia        | EUR    | 7,37 m |

Todos os saltos foram efectuados com vento regulamentar.
| Pos. | Atleta                 | País           | Equipa | Marca  |
| ---- | ---------------------- | -------------- | ------ | ------ |
| 1    | Inessa Kravets         | Ucrânia        | EUR    | 7,00 m |
| 2    | Niurka Montalvo        | Cuba           | AME    | 6,70 m |
| 3    | Christy Opara-Thompson | Nigéria        | AFR    | 6,66 m |
| 4    | Yao Weili              | China          | ASI    | 6,60 m |
| 5    | Sabine Braun           | Alemanha       | ALE    | 6,54 m |
| 6    | Yinka Idowu            | Reino Unido    | GBR    | 6,51 m |
| 7    | Nicole Boegman         | Austrália      | OCE    | 6,45 m |
| 8    | Sheila Echols          | Estados Unidos | USA    | 6,23 m |

Todos os saltos foram efectuados com vento regulamentar.

#### Triplo salto
| Pos. | Atleta         | País           | Equipa | Marca       |
| ---- | -------------- | -------------- | ------ | ----------- |
| 1    | Yoelbi Quesada | Cuba           | AME    | 17,61 m CR  |
| 2    | Julian Golley  | Reino Unido    | GBR    | 17,06 m     |
| 3    | Oleg Sakirkin  | Cazaquistão    | ASI    | 16,81 m     |
| 4    | Lotfi Khaïda   | Argélia        | AFR    | 16,75 m (w) |
| 5    | Serge Hélan    | França         | EUR    | 16,67 m (w) |
| 6    | Reggie Jones   | Estados Unidos | USA    | 16,41 m (w) |
| 7    | Wolfgang Knabe | Alemanha       | AlE    | 16,07 m     |
| 8    | Andrew Murphy  | Austrália      | OCE    | 15,86 m (w) |

| Pos. | Atleta            | País           | Equipa | Marca      |
| ---- | ----------------- | -------------- | ------ | ---------- |
| 1    | Anna Biryukova    | Rússia         | EUR    | 14,46 m CR |
| 2    | Sheila Hudson     | Estados Unidos | USA    | 14,00 m    |
| 3    | Ren Ruiping       | China          | ASI    | 13,84 m    |
| 4    | Michelle Griffith | Reino Unido    | GBR    | 13,70 m    |
| 5    | Niurka Montalvo   | Cuba           | AME    | 13,64 m    |
| 6    | Helga Radtke      | Alemanha       | ALE    | 13,47 m    |
| 7    | Tania Dixon       | Nova Zelândia  | OCE    | 12,55 m    |
| 8    | Hasna Atiallah    | Marrocos       | AFR    | 12,44 m    |

Todos os saltos foram efectuados com vento regulamentar.

#### Arremesso do peso
| Pos. | Atleta             | País           | Equipa | Marca   |
| ---- | ------------------ | -------------- | ------ | ------- |
| 1    | C. J. Hunter       | Estados Unidos | USA    | 19,92 m |
| 2    | Aleksandr Klimenko | Ucrânia        | EUR    | 19,16 m |
| 3    | Courtney Ireland   | Nova Zelândia  | OCE    | 18,93 m |
| 4    | Oliver-Sven Buder  | Alemanha       | ALE    | 18,88 m |
| 5    | Burger Lambrechts  | África do Sul  | AFR    | 18,08 m |
| 6    | Carlos Fandiño     | Cuba           | AME    | 18,04 m |
| 7    | Bilal Saad Mubarak | Catar          | ASI    | 17,40 m |
| 8    | Nigel Spratley     | Reino Unido    | GBR    | 17,20 m |

| Pos. | Atleta               | País           | Equipa | Marca   |
| ---- | -------------------- | -------------- | ------ | ------- |
| 1    | Huang Zhihong        | China          | ASI    | 19,45 m |
| 2    | Belsis Laza          | Cuba           | AME    | 19,07 m |
| 3    | Astrid Kumbernuss    | Alemanha       | ALE    | 18,89 m |
| 4    | Vita Pavlysh         | Ucrânia        | EUR    | 18,67 m |
| 5    | Judy Oakes           | Reino Unido    | GBR    | 17,92 m |
| 6    | Dawn Dumble          | Estados Unidos | USA    | 15,63 m |
| 7    | Fouzia Fatihi        | Marrocos       | AFR    | 15,48 m |
| 8    | Lisa-Marie Vizaniari | Austrália      | OCE    | 15,23 m |

#### Lançamento do disco
| Pos. | Atleta                | País           | Equipa | Marca   |
| ---- | --------------------- | -------------- | ------ | ------- |
| 1    | Vladimir Dubrovshchik | Bielorrússia   | EUR    | 64,54 m |
| 2    | Alexis Elizalde       | Cuba           | AME    | 61,50 m |
| 3    | Adewale Olukoju       | Nigéria        | AFR    | 60,22 m |
| 4    | Werner Reiterer       | Austrália      | OCE    | 60,22 m |
| 5    | Jürgen Schult         | Alemanha       | ALE    | 58,86 m |
| 6    | Mike Gravelle         | Estados Unidos | USA    | 56,76 m |
| 7    | Robert Weir           | Reino Unido    | GBR    | 55,86 m |
|      | Bilal Saad Mubarak    | Catar          | ASI    | DNS     |

| Pos. | Atleta             | País           | Equipa | Marca   |
| ---- | ------------------ | -------------- | ------ | ------- |
| 1    | Ilke Wyludda       | Alemanha       | ALE    | 65,30 m |
| 2    | Ellina Zvereva     | Bielorrússia   | EUR    | 63,86 m |
| 3    | Daniela Costian    | Austrália      | OCE    | 63,38 m |
| 4    | Barbara Echevarría | Cuba           | AME    | 62,90 m |
| 5    | Qiu Qiaoping       | China          | ASI    | 57,92 m |
| 6    | Connie Price-Smith | Estados Unidos | USA    | 57,04 m |
| 7    | Jackie McKernan    | Reino Unido    | GBR    | 56,28 m |
| 8    | Lisette Etsebeth   | África do Sul  | AFR    | 51,54 m |

#### Lançamento do dardo
| Pos. | Atleta            | País           | Equipa | Marca   |
| ---- | ----------------- | -------------- | ------ | ------- |
| 1    | Steve Backley     | Reino Unido    | GBR    | 85,02 m |
| 2    | Raymond Hecht     | Alemanha       | ALE    | 84,36 m |
| 3    | Gavin Lovegrove   | Nova Zelândia  | OCE    | 82,28 m |
| 4    | Patrik Bodén      | Suécia         | EUR    | 80,86 m |
| 5    | Louis Fouché      | África do Sul  | AFR    | 76,98 m |
| 6    | Zhang Lianbiao    | China          | ASI    | 76,96 m |
| 7    | Emeterio González | Cuba           | AME    | 76,42 m |
| 8    | Pius Bazighe      | Estados Unidos | USA    | 70,28 m |

| Pos. | Atleta          | País           | Equipa | Marca   |
| ---- | --------------- | -------------- | ------ | ------- |
| 1    | Trine Hattestad | Noruega        | EUR    | 66,48 m |
| 2    | Isel López      | Cuba           | AME    | 61,40 m |
| 3    | Karel Forkel    | Alemanha       | ALE    | 61,26 m |
| 4    | Louise McPaul   | Austrália      | OCE    | 59,92 m |
| 5    | Zhang Li        | China          | ASI    | 58,82 m |
| 6    | Sharon Gibson   | Reino Unido    | GBR    | 53,32 m |
| 7    | Donna Mayhew    | Estados Unidos | USA    | 51,50 m |
| 8    | Ronah Dwinger   | África do Sul  | AFR    | 49,02 m |

#### Lançamento do martelo
| Pos. | Atleta             | País           | Equipa | Marca   |
| ---- | ------------------ | -------------- | ------ | ------- |
| 1    | Andrey Abduvaliyev | Tajiquistão    | ASI    | 81,72 m |
| 2    | Lance Deal         | Estados Unidos | USA    | 81,14 m |
| 3    | Heinz Weis         | Alemanha       | ALE    | 80,32 m |
| 4    | Vasiliy Sidorenko  | Rússia         | EUR    | 76,34 m |
| 5    | Alberto Sánchez    | Cuba           | AME    | 74,72 m |
| 6    | Sean Carlin        | Austrália      | OCE    | 74,54 m |
| 7    | Hakim Toumi        | Argélia        | AFR    | 69,38 m |
| 8    | Paul Head          | Reino Unido    | GBR    | 68,38 m |

### Legenda
- WR : Recorde do mundo
- WL : Melhor marca mundial do ano
- AR : Recorde continental
- CR : Recorde da competição
- NR : Recorde nacional
- PB : Recorde pessoal
- SB : Melhor marca pessoal do ano
- DQ : Desqualificado
- DNF: Abandono
- DNS: Não partiu
- NH : Não marcou
- (w): Marca efectuada com vento anti-regulamentar